# Binnert Philip de Beaufort (1919-1945)
Jhr. Binnert Philip de Beaufort (Arnhem, 17 augustus 1919 - Amsterdam, 16 februari 1945) studeerde aan de Landbouwhogeschool Wageningen.
In mei 1940 diende De Beaufort als luitenant bij het Korps Gele Rijders
Tijdens de Tweede Wereldoorlog was De Beaufort al gauw adjudant van de Wageningse commandant van de Ordedienst (OD); hij werkte later bij de Knokploeg (KP) Amsterdam.
Toen hij in 1941 in contact kwam met geheim agent Lodo van Hamel, begon hij deze te helpen en reisden zij samen door het hele land om economische en militaire spionage te verrichten. Eind 1941 verdween zijn reisgezel spoorloos. Binnert besloot naar Engeland te vertrekken. In Brussel werd hij, als gevolg van verraad, gearresteerd waarna hij in het Oranjehotel werd opgesloten. Daar zat hij van november 1942 tot mei 1943. Daarna werd hij naar ziekenhuis Zuidwal overgebracht. Het lukte hem vandaar op 1 juli 1944 te vluchten met hulp van Dick Folmer.
Hij dook onder in de buurt van Amsterdam en had enkele maanden nodig om weer op krachten te komen. In die periode schreef hij 'Kerstmis in Scheveningen', eerst in een oplage van 3000 stuks, na de oorlog kwam het boek in herdruk.
Vanaf september 1944 werkte hij voor sabotagegroep NBS. Hij stond bekend als Jan Nijhuis en als Lange Jan. Op 16 februari 1945 werd hij op het Rokin herkend. Hij vluchtte in de richting van de Kalverstraat, werd door een passerende SD'er aangeschoten maar bereikte toch een dak, waar hij even later echter van af viel. Hij was waarschijnlijk al dood toen de Duitsers hem vonden.
Vijf dagen lang zochten zijn vrienden hem. Hij werd gevonden in het lijkenhuisje van het Wilhelmina Gasthuis, hij was gemerkt als "onbekende, aangeschoten in de Kalverstraat'.
Binnert de Beaufort was de kleinzoon van jhr. mr. Binnert de Beaufort (1852-1898), laatstelijk burgemeester van Den Haag.
Hij is begraven op de Eerebegraafplaats Bloemendaal.